# Bombilactobacillus
Bombilactobacillus — рід молочнокислих бактерій родини Lactobacillaceae. Виділений у 2020 році з роду Lactobacillus. Містить 3 види, які є частиною мікрофлори кишки людини.

## Види
- Bombilactobacillus bombi (Killer et al. 2014)
- Bombilactobacillus mellifer (Olofsson et al. 2014)
- Bombilactobacillus mellis (Olofsson et al. 2014)